# Роберт Дејви
Роберт Џон Дејви (енгл. Robert John Davi; Квинс, 26. јун 1953), амерички је глумац, редитељ, сценариста, продуцент и певач. Најпознатији по улогама у филмовима Гуниси (1985), Сурови уговор (1986), Умри мушки (1988), Дозвола за убијање (1989), Предатор 2 (1990), Полицајац манијак 2 (1990), Полицајац манијак 3: Значка тишине (1993), Шоугерлс (1995), Плаћеници 3 (2014) и ТВ серији Профајлер.